# Eduardo H. Rapoport
Eduardo Hugo Rapoport (Buenos Aires, 3 de julio de 1927-Bariloche, 15 de mayo de 2017), también conocido como Eddy Rapoport, fue un ecólogo argentino, biogeógrafo, escultor, investigador superior de CONICET y profesor emérito de la Universidad Nacional del Comahue. Ampliamente reconocido por sus estudios fundamentales sobre biología del suelo, invasiones biológicas, ecología urbana, por acuñar el término "buenezas" para las malezas comestibles y, en particular, por sus contribuciones a la biogeografía al proponer estrategias para el estudio formal de las áreas de distribución (Areografía) y reglas universales (Regla de Rapoport).

## Biografía
Eduardo Rapoport estudió la licenciatura en biología en la Universidad Nacional de La Plata (concluyendo en 1953) y obtuvo allí su título doctoral en 1956. Posteriormente trabajó en la Universidad Nacional del Sur (1956–1966). 
En 1965 coordinó el Primer Coloquio Latinoamericano de Biología del Suelo, con apoyo de UNESCO.
En el contexto vivido en Argentina en 1966, con el golpe de Estado y el suceso conocido como La Noche de los Bastones Largos, decidió viajar a Venezuela, donde trabajó en el Instituto de Zoología Tropical de la Universidad Central de Venezuela  (1967–1971). 
Por una invitación, regresó a Argentina, en 1971, y se instaló en Bariloche para trabajar en la Fundación Bariloche (1971–1978). Luego, exiliado en México, se desempeñó en el Instituto Politécnico Nacional (1978–1983). 
En 1984, nuevamente regresado a Argentina, fue designado profesor para la Universidad Nacional del Comahue en Bariloche.
En 1989 fundó el Laboratorio Ecotono en la Universidad Nacional del Comahue. Este laboratorio fue distinguido, en 1999, con el Premio Fundación Bunge y Born en Ciencias Ambientales, recibiendo medallas de oro, diplomas de honor y 100.000 pesos.
A lo largo de su vida fue director de tesis en varias universidades, publicó libros y ofreció charlas de divulgación y conferencias en diversos contextos. Fue contratado como experto por la UNESCO en 1974.
Como escultor, ha realizado muestras de sus obras en Caracas, Bariloche, México D.F. y Buenos Aires. 
Falleció el 15 de mayo de 2017 en San Carlos de Bariloche.

## Premios y reconocimientos
- 1986 Miembro honorario de la Sociedad Ecológica de América.
- 1990 Ganador del premio TWAS (la Academia Mundial de Ciencias), en la categoría de biología.[13]
- 1991 Declarado ciudadano ilustre por el Consejo Municipal de Bariloche.[1]
- 1991 Premio al mérito por el Consejo Municipal de Bariloche.[1]
- 2001 Medalla al mérito académico, por parte de la Universidad Nacional de Luján, "Por sus antecedentes académicos y científicos y como prueba de reconocimiento por su visita a la Universidad Nacional de Luján".[14]
- 2004 Socio honorario, Sociedad Argentina de Botánica.
- 2009 En su homenaje se bautizó un espacio verde de Bariloche: "Jardín de nativas Eddy Rapoport". Fue un proyecto llevado a cabo por la Intendencia del Parque Nahuel Huapí.[15][16]
- 2017 Mención de Honor del Senado de la Nación Argentina "Domingo Faustino Sarmiento".[17][18]
- Tres géneros y doce especies de animales invertebrados (Himenópteros, Paurópodos, Colémbolos, Crustáceos Copépodos, Ácaros, Coleópteros y Proturos) han sido nombrados rapoporti en su honor.[19]

## Publicaciones
- Rapoport, E. H., Ladio, A. H., & Sanz, E. H. (2001). Plantas nativas comestibles de la Patagonia Andina argentino-chilena. Bariloche
- Rapoport, E. H., & Ladio, A. H. (1999). Los bosques andino-patagónicos como fuentes de alimento. Bosque, 20(2), 55-64.
- Rapoport, E. H., Marzocca, A., & Drausal, B. S. (2009). Malezas comestibles del cono Sur. Y otras partes del planeta. INTA.[20]
- Rapoport, E. H. (1968). Algunos problemas biogeográficos del Nuevo Mundo con especial referencia a la región Neotropical.
- Rapoport, E. (1975). Areografía: estrategias geográficas de las especies. Obras de Ciencia y Tecnología.
- Rapoport, E. H. (1983). Aspectos de la ecología urbana en la Ciudad de México: Flora de las calles y baldíos (No. 04; QH541. 5. C6, R3.).
- Rapoport, E. H., Ladio, A., Raffaele, E., Ghermandi, L., & Sanz, E. H. (1998). Malezas comestibles. Ciencia Hoy, 9(49), 30-43.
- Rapoport, Eduardo H., and Barbara S. Drausal. "Edible plants." (2013): 127-132.